# Trdelník
 (mars 2020).
Si vous disposez d'ouvrages ou d'articles de référence ou si vous connaissez des sites web de qualité traitant du thème abordé ici, merci de compléter l'article en donnant les références utiles à sa vérifiabilité et en les liant à la section « Notes et références ».

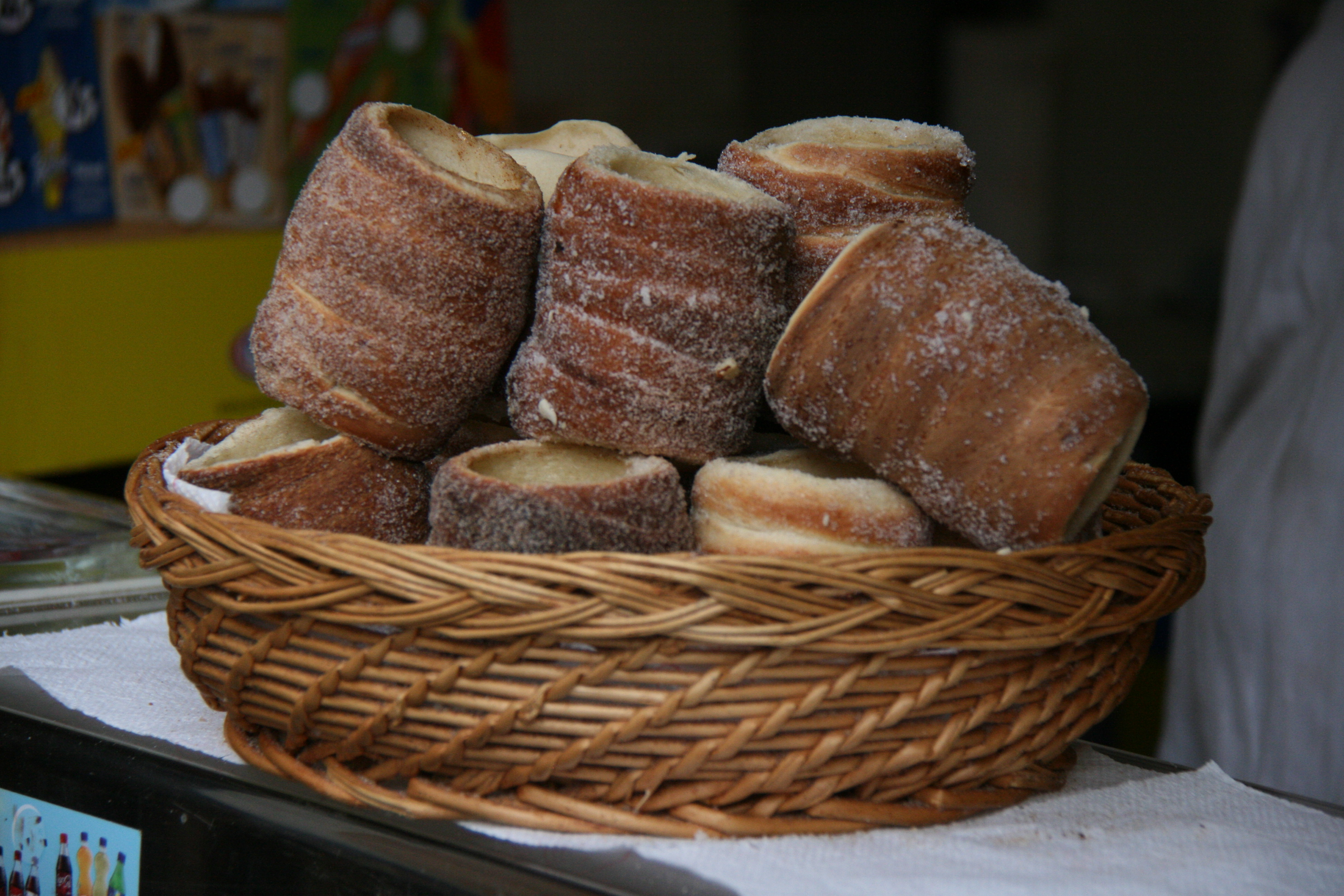
Une corbeille de trdelník de Skalica venant d'être grillés à la braise.

Le trdelník (aussi connu sous le nom de trdelník de skalica) est une pâtisserie traditionnelle sucrée originaire de la ville de Skalica en Slovaquie. Il est à base de pâte de farine enroulée autour d'une brochette en bois, puis grillé à la braise et recouvert de sucre et de noisettes pilées. Il en résulte une forme cylindrique caractéristique cuite et dorée à l'extérieur et creuse et pâle à l'intérieur, avec un goût fumé et aromatisé à la cannelle.

## Histoire
Sa production remonte à une longue tradition à Skalica. József Gvadányi, un général hongrois à la retraite qui était également poète et philosophe, s'installa à Skalica à la fin du XVIIe siècle. Il employa un cuisinier de Transylvanie qui apporta avec lui une recette de kürtőskalács, il la modifia en une pâtisserie connue aujourd'hui comme le trdelník de Skalica.
Le nom trdelník vient de trdlo qui désigne le rondin de bois autour duquel est enroulée la pâtisserie, qui lui donne sa forme traditionnelle creuse.

## Préparation
En raison de l'engouement autour du trdelník, et de sa popularité dans les foires et festivals tchèques[réf. nécessaire], l'association Trdelník de Skalica fut fondée à la fin de 2004 dans le but de sauvegarder la production traditionnelle au feu de bois du trdelník et sa dénomination.

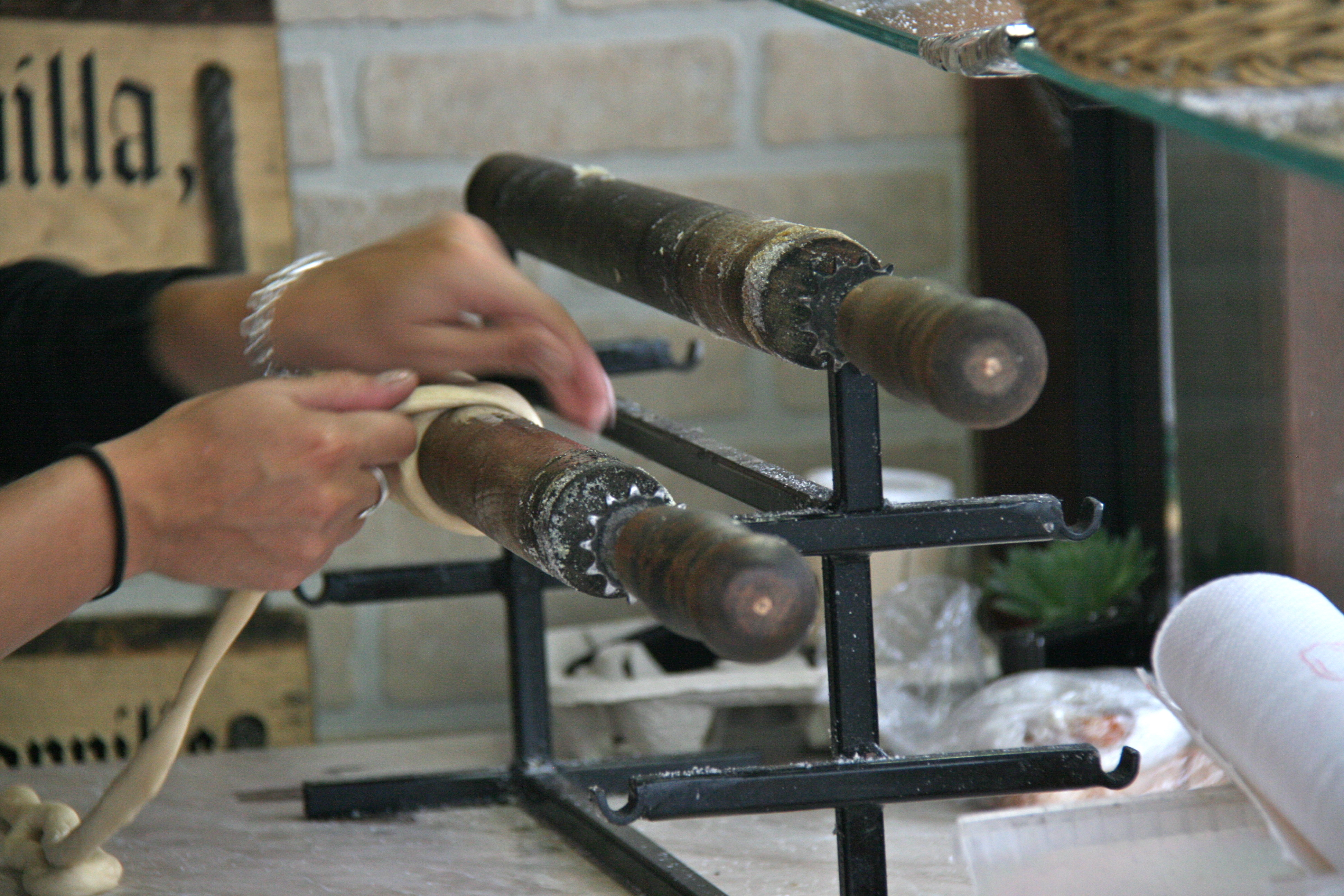
Préparation traditionnelle de trdelník.

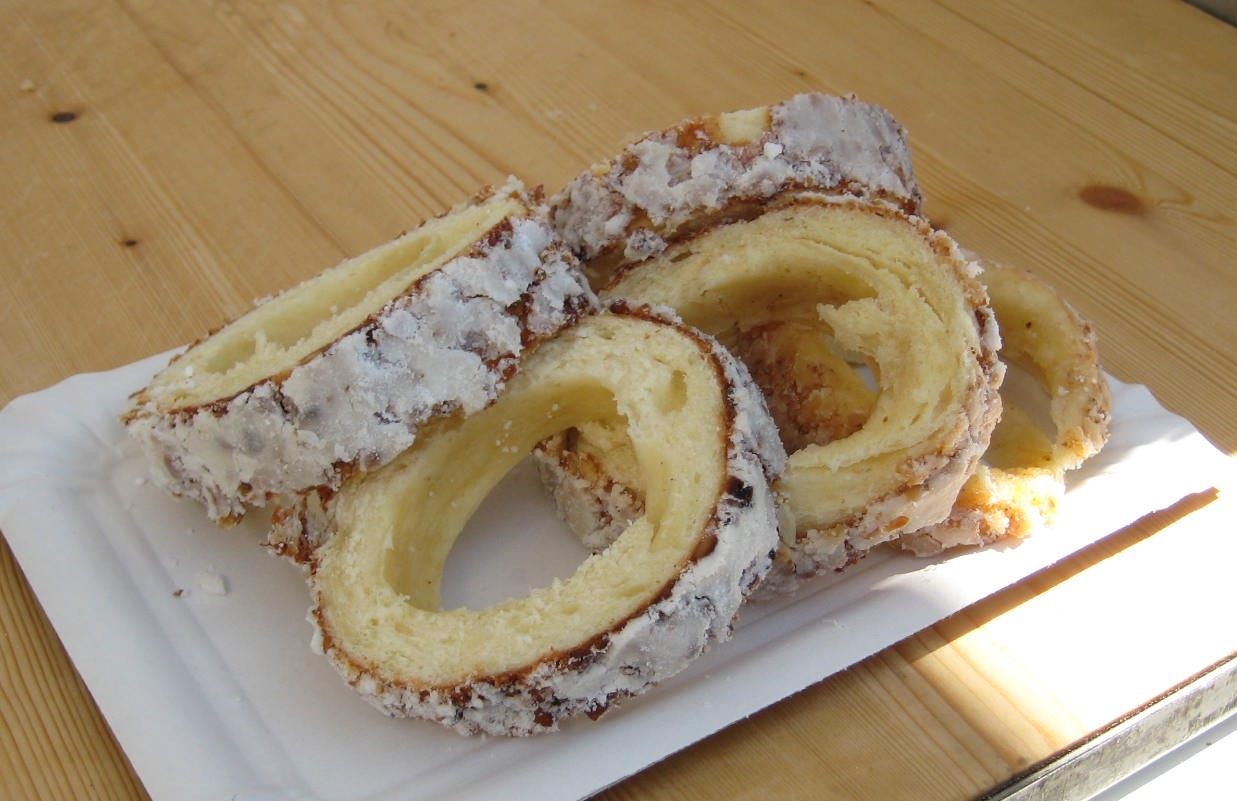
Rondelles de trdelník prêtes à être servies. Notez le creux intérieur créé par la cuisson sur un bâton cylindrique.

La recette traditionnelle est à base de sucre, de vanille, de caramel au beurre, d'amandes et de noisettes.
La préparation traditionnelle se déroule en 3 étapes :
1. La première consiste à faire un serpentin de pâte de la taille d'un doigt, d'environ 60 centimètres de long, et à enrouler le serpentin autour du rondin de bois, ce qui crée une forme de ressort de 10 à 15 centimètres de long.
2. Plusieurs serpentins sont ainsi enroulés autour de la brochette de bois (qui fait environ 50 centimètres). La brochette est ensuite roulée dans un plateau qui contient un mélange de farine de noix et de sucre qui vient donc paner le serpentin.
3. La brochette est ensuite placée en rôtisserie et on attend quelques minutes que la pâte soit dorée.

Une fois cuit, le trdelník peut s'accompagner de sucre, de miel ou de crème.

## De nos jours
Le trdelník gagne en popularité en tant que pâtisserie sucrée en Slovaquie, en République tchèque et en Pologne[réf. nécessaire]. Elle est couramment vendue sur les marchés et dans les rues de Prague et ailleurs en Tchéquie et est très populaire auprès des touristes étrangers.[réf. nécessaire]

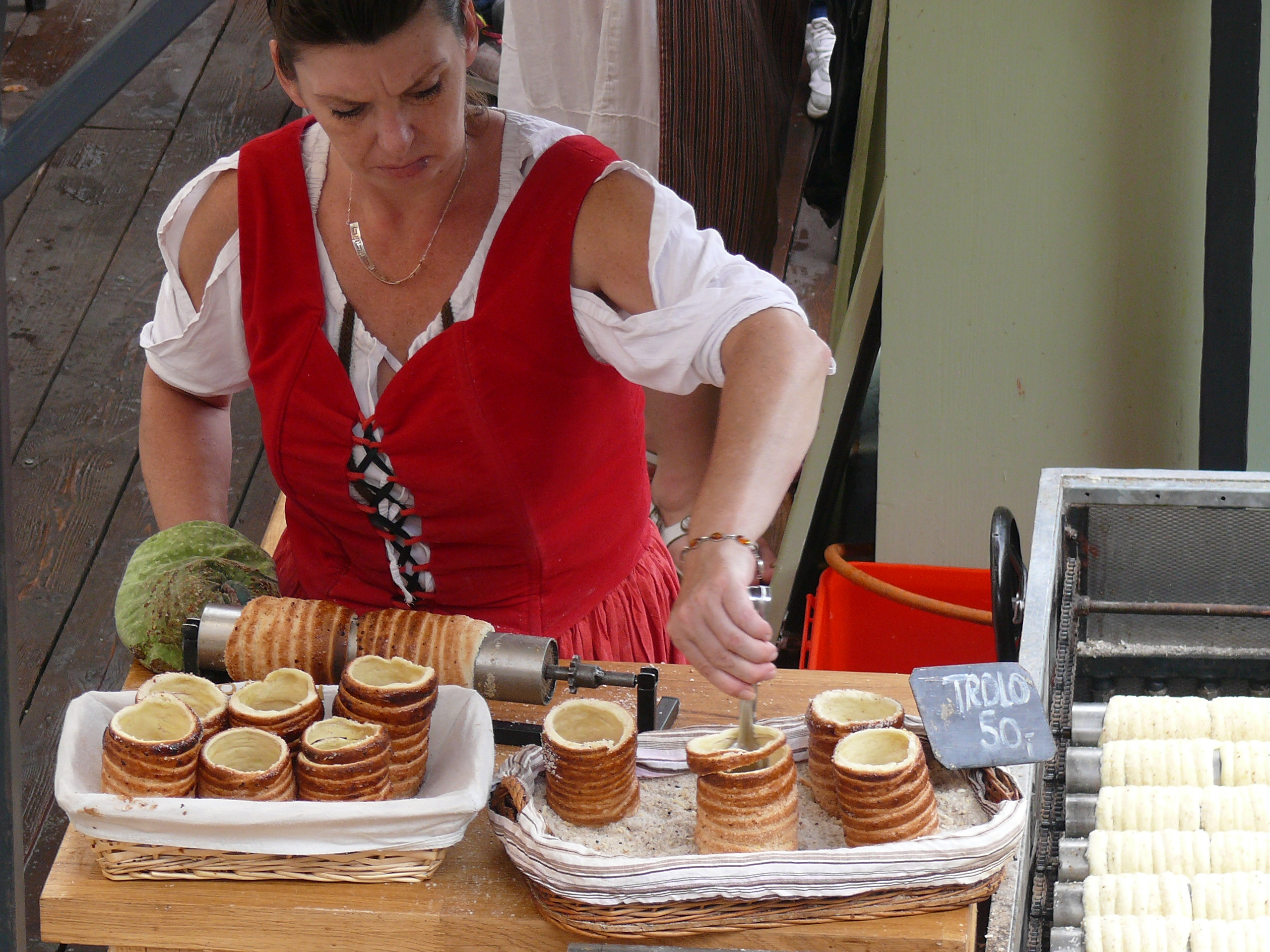
Stand de préparation traditionnel de trdelník à Prague.
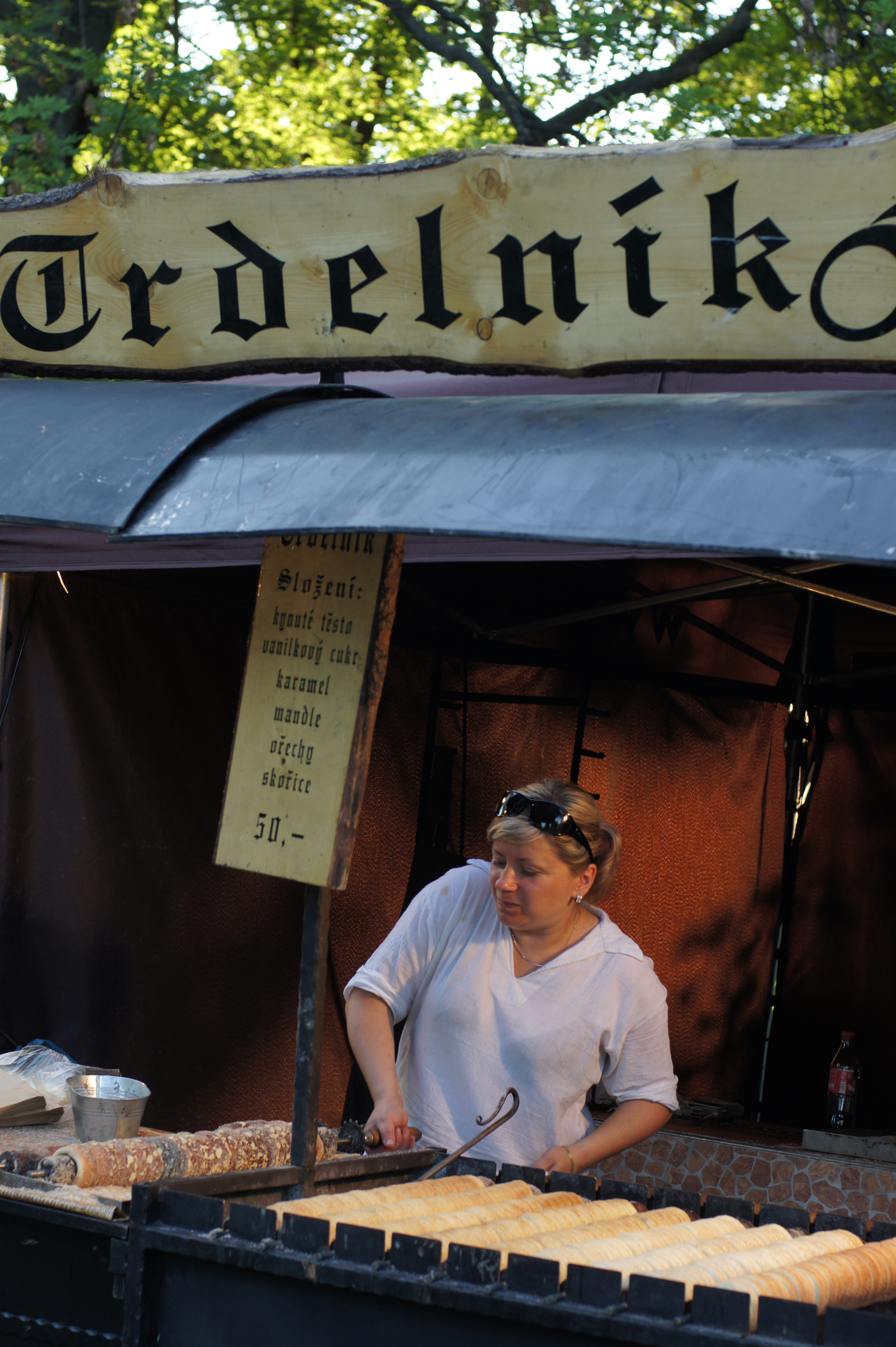
Stand de trdelník à Litoměřice.
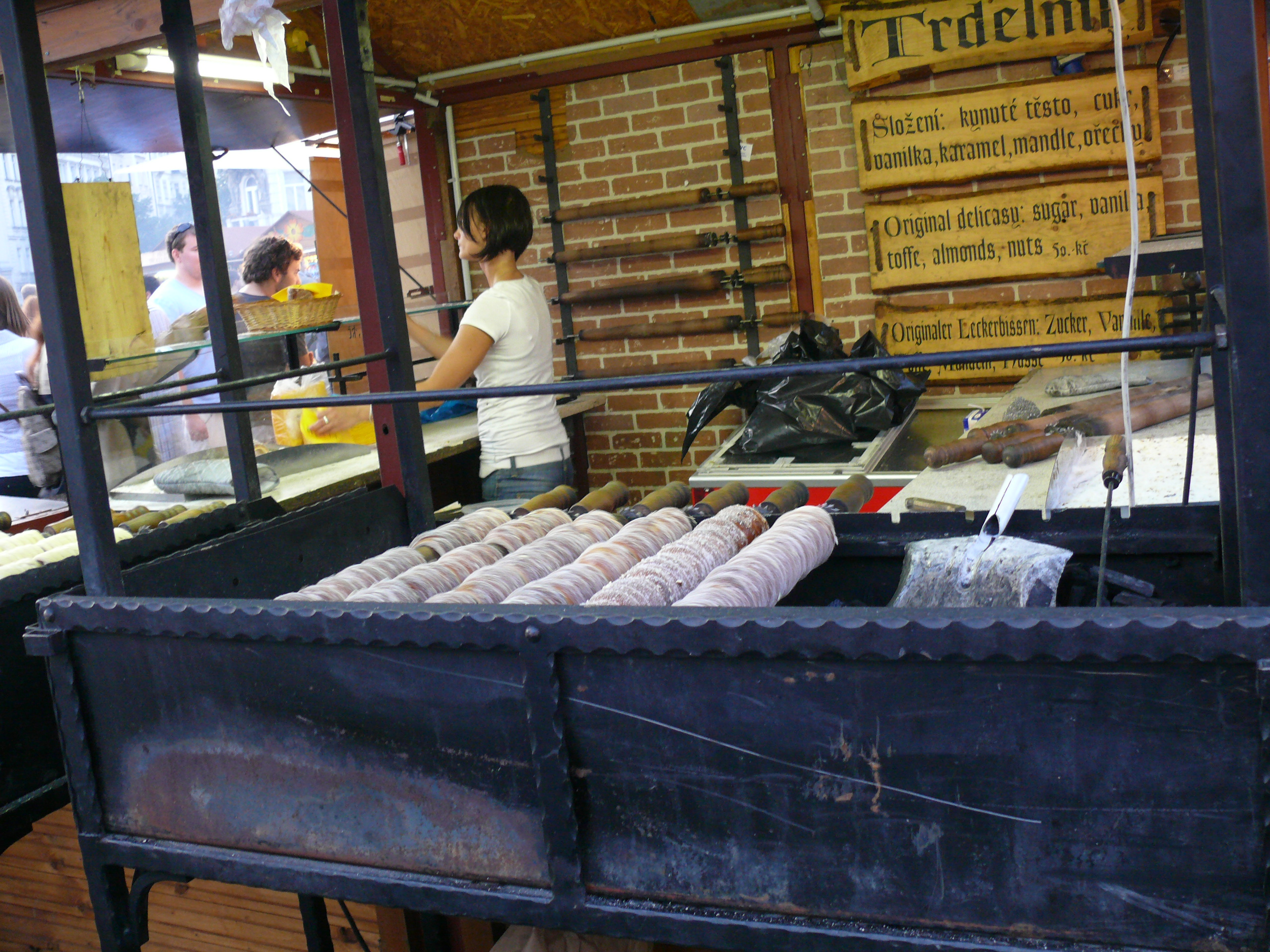
Boutique de trdelník.